# Nataša Anđelić
Nataša Anđelić (in serbo Наташа Анђелић?; Novi Sad, 11 luglio 1977) è un'ex cestista serba, fino al 2002 jugoslava.

## Carriera

### Club
Inizia a giocare in patria, dal 1998 al 2000 con il Vojvodina Novi Sad, poi con la 
Stella Rossa Belgrado, il Buducnost Podgorica e il Hemofarm Vrsac.
Nella stagione 2003-04 passa alla Dinamo Mosca in Russia ed è nominata MVP della Coppa di Russia.
Nella stagione 2004-05 gioca con la Pallacanestro Ribera realizzando una media di 15,2 punti e 2,8 rimbalzi per gara.
L'anno successivo torna in Russia alla Dinamo Mosca, dove rimane per due stagioni.
Nel 2007 gioca in Israele nel Elitzur Ramla, ma a gennaio 2008 ritorna in Italia alla Pallacanestro Napoli-Pozzuoli dove rimane anche la stagione successiva.
Nella stagione 2009-10 gioca per la Ginnastica Comense 1872.
Nella stagione 2010-11 gioca nel Biss-Tours Celik Zenica in Bosnia ed Erzegovina.

### Nazionale
Ha giocato con la Nazionale di pallacanestro femminile della Jugoslavia con la quale ha disputato la FIBA EuroBasket Women 2001 e il Campionato mondiale femminile di pallacanestro 2002.

## Palmarès
- EuroCup Women: 1
Dinamo Mosca: 2006-07